# Urabaína
La urabaína es un alcaloide bisaporfínico aislado de la corteza de Oxandra major y de las raíces de Piptostigma fugax (Annonaceae). También ha sido aislado de la corteza de Polyalthia bullata. Fue sintetizado por Jossang en 1987